# Мансанарес-ель-Реаль
Мансанарес-ель-Реаль (ісп. Manzanares el Real) — муніципалітет в Іспанії, у складі автономної спільноти Мадрид. Населення — 7450 осіб (2010).
Муніципалітет розташований на відстані близько 35 км на північ від Мадрида.
На території муніципалітету розташовані такі населені пункти: (дані про населення за 2010 рік)
- Мансанарес-ель-Реаль: 7064 особи
- Ель-Беррокаль: 386 осіб
- Ла-Бола-дель-Мундо: 0 осіб
- Преса-де-Сантільяна: 0 осіб

## Демографія
Динаміка населення (INE ):

## Галерея зображень

Розташування муніципалітету у автономній спільноті Мадрид
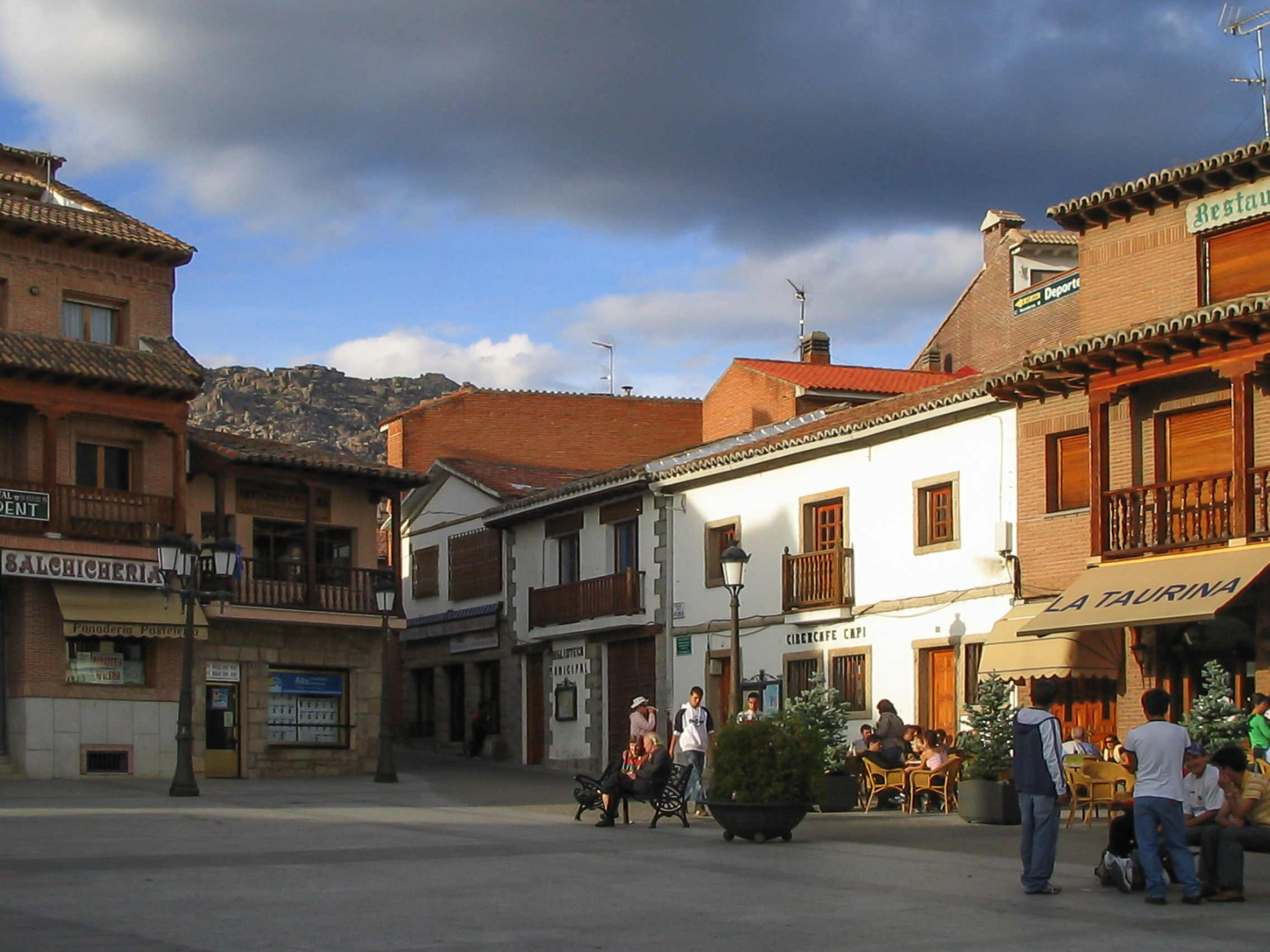
Центральна площа
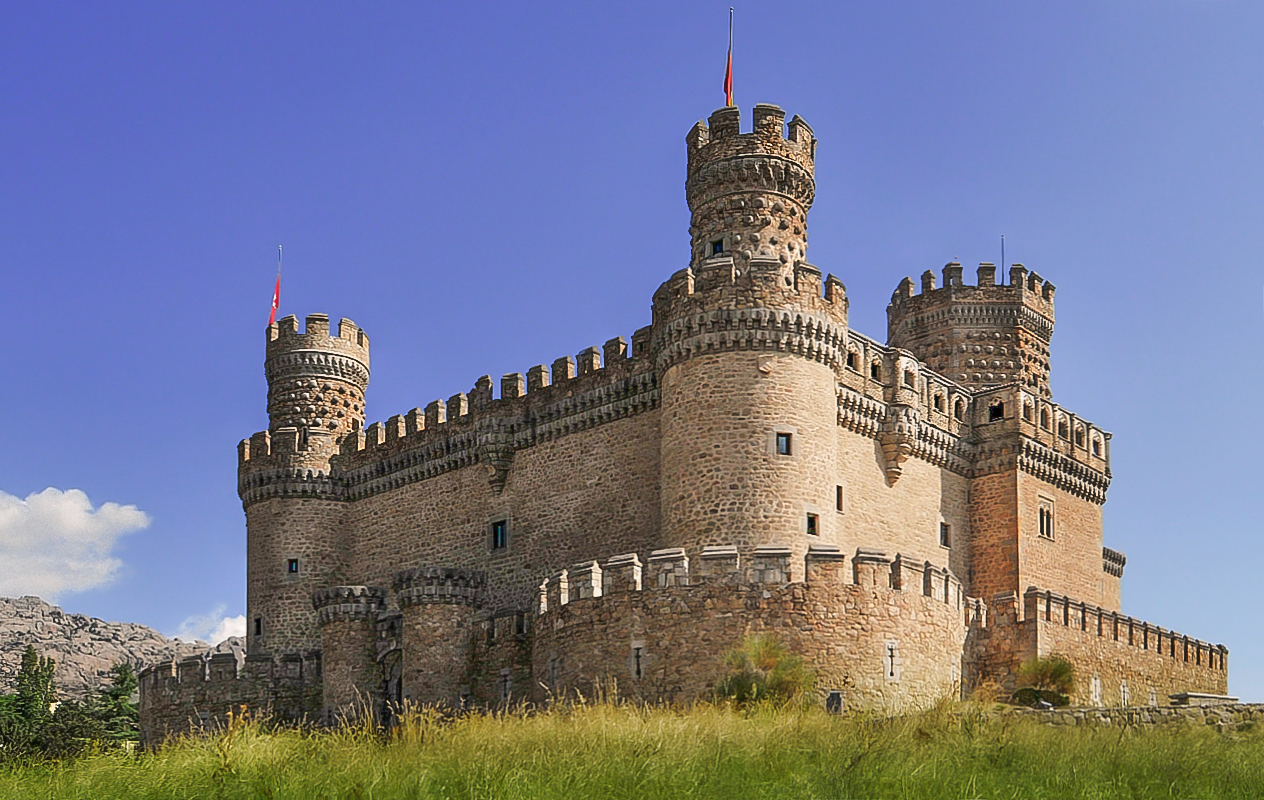
Замок Мендоса
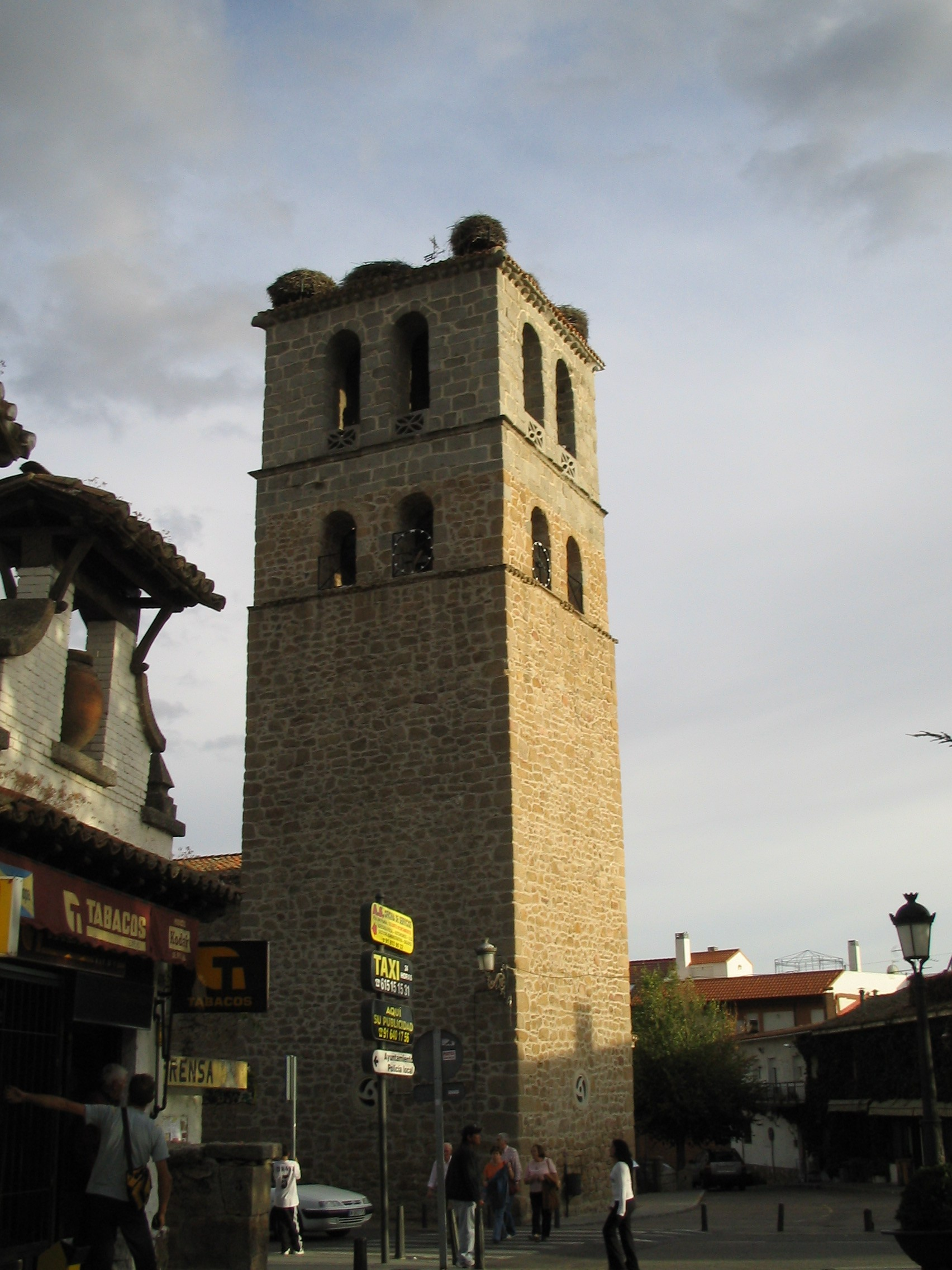
Церква
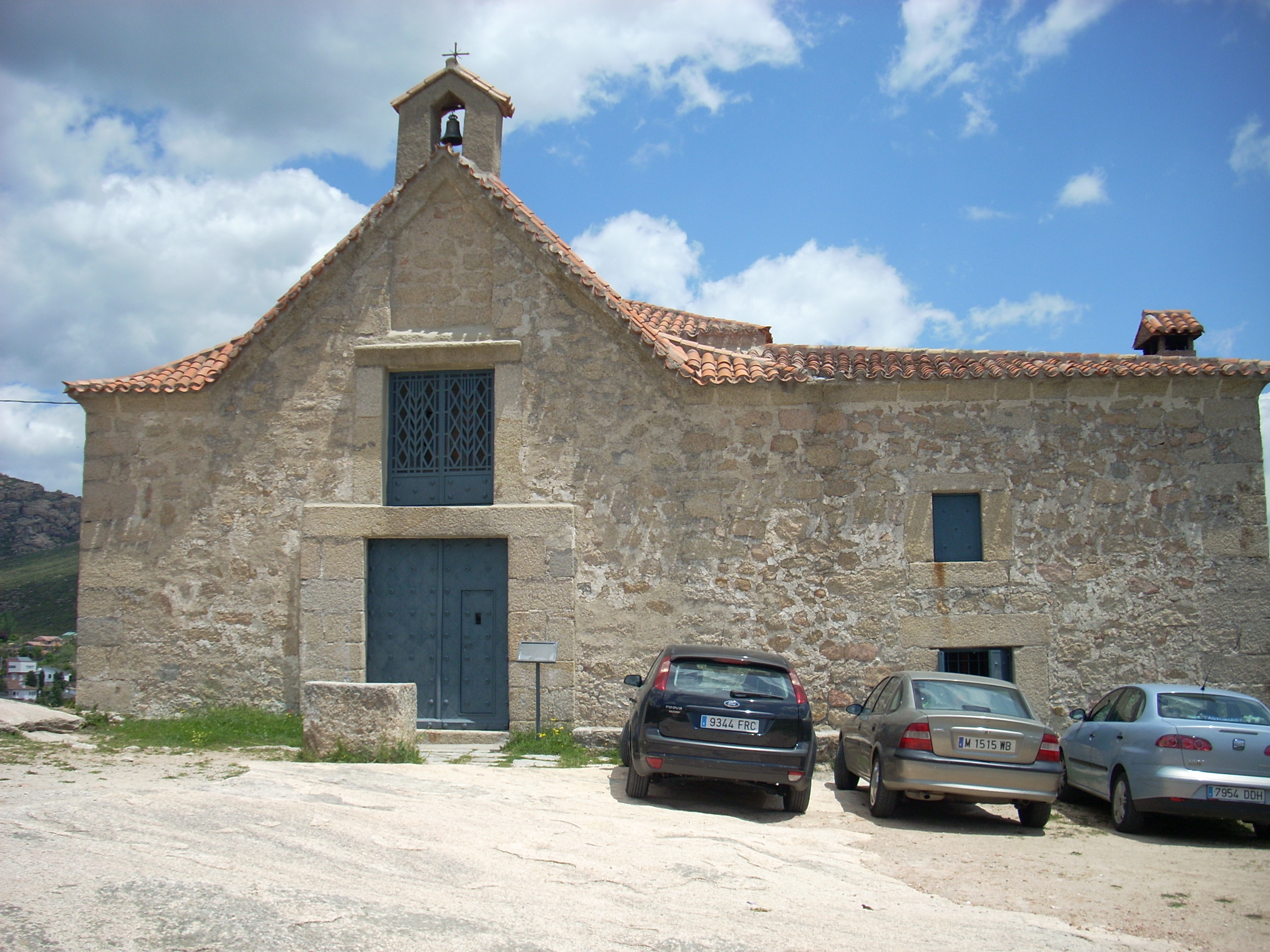
Каплиця Нуестра-Сеньйора-де-ла-Пенья-Сакра
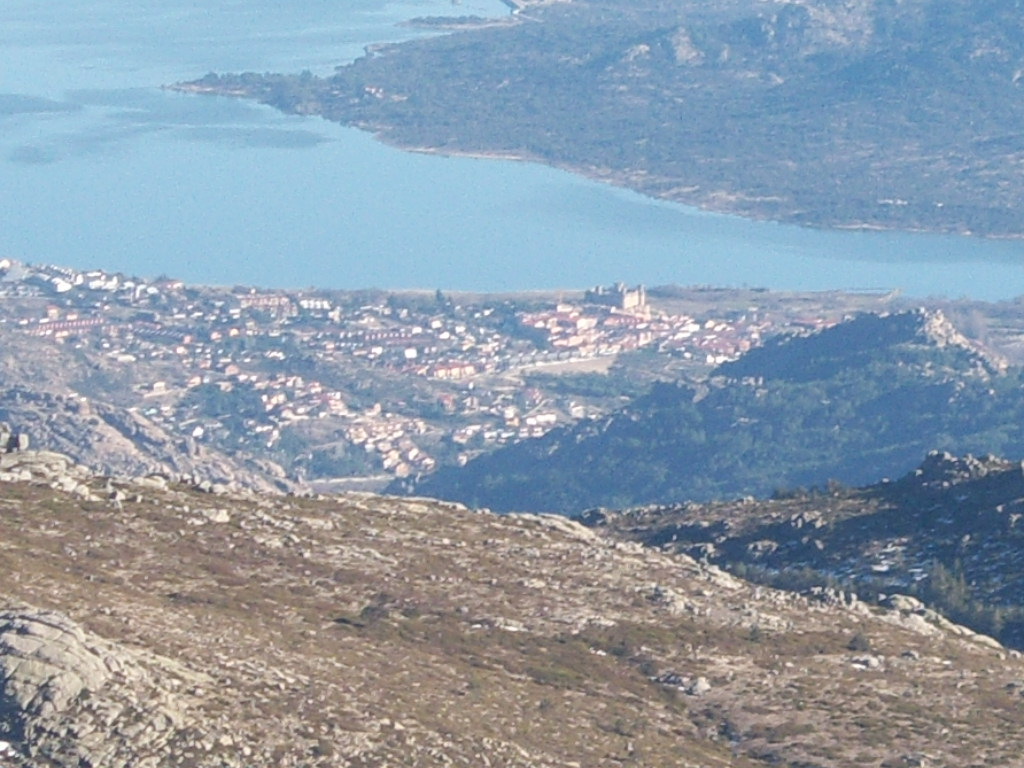
Мансанарес-ель-Реаль
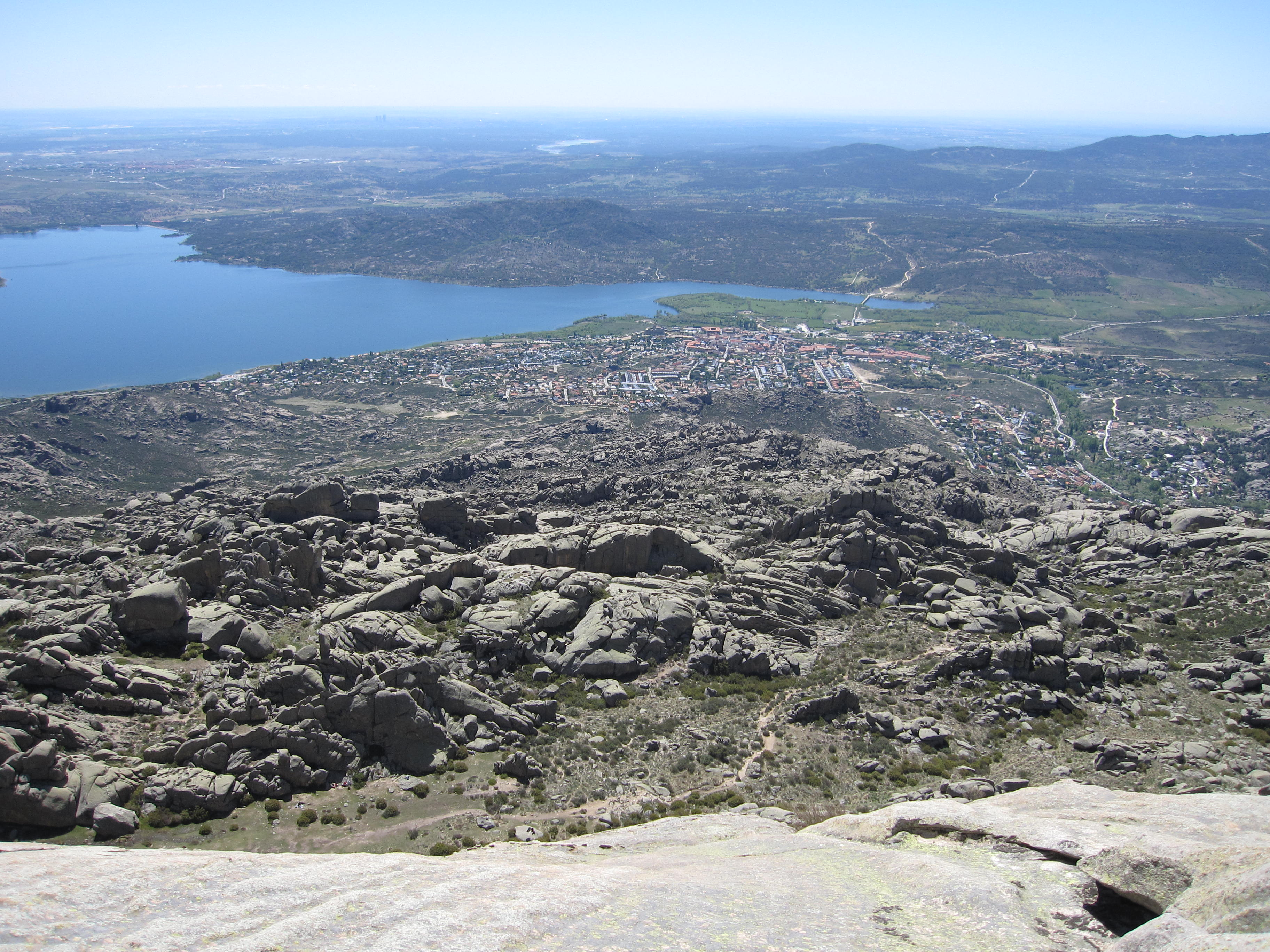
Мансанарес-ель-Реаль